# Fénix (constelación)
Fénix, Phoenix o el Ave Fénix, es una pequeña constelación del hemisferio sur, introducida por los navegantes neerlandeses Pieter Dirkszoon Keyser y Frederick de Houtman, y popularizada por el libro Uranometria de Johann Bayer en 1603. Hace referencia a un fénix, el pájaro de fuego de renace de sus cenizas. Árabes, chinos, egipcios, griegos, persas, romanos, indios y turcos imaginaban a esta constelación como un pájaro de fuego.
La extensión aproximada de la constelación es −41° a −57° de declinación, y desde 23,5h a 2h de ascensión recta. En general, no es observable en latitudes superiores al paralelo 40 en el hemisferio norte, y permanece baja en el cielo cuando es visible al norte del ecuador. Es fácilmente visible desde lugares como Australia, Sudamérica y Sudáfrica durante el verano del hemisferio sur.
Esta constelación, junto a la Grulla, el Pavo Real y el Tucán, son conocidas como "los Pájaros del Sur".
Fénix tiene asociada a una lluvia de estrellas, las Fenícidas, que ocurre cada 5 de diciembre.

## Características destacables

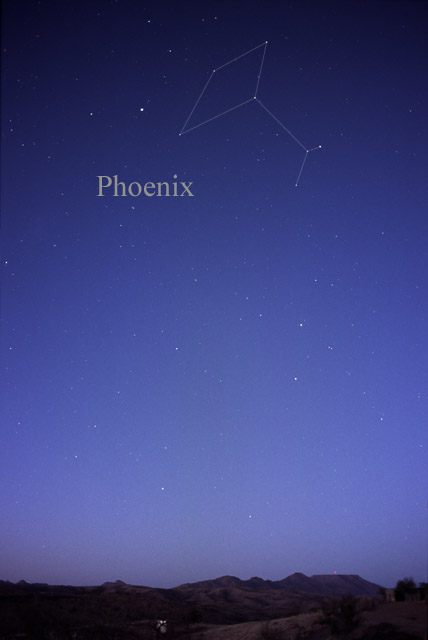
Constelación de Fénix

Sólo quince estrellas en la constelación tienen un brillo superior a magnitud +5,0.
Ankaa, nombre que designa a α Phoenicis, es la estrella más brillante, una gigante naranja de tipo espectral K0.5IIIb con un diámetro 13 veces mayor al del Sol. Es una binaria espectroscópica con un período orbital de 10,5 años.
La segunda estrella más brillante, β Phoenicis, es también una binaria que consta de dos gigantes amarillo-anaranjadas iguales de tipo espectral G8III. El período orbital del sistema es de 168 años y la órbita es notablemente excéntrica (ε = 0,72).
Le sigue en brillo γ Phoenicis, gigante roja de tipo M0III e, igualmente, una binaria espectroscópica, en este caso con un período de sólo 194 días.
Wurren, nombre oficial de ζ Phoenicis, es una binaria eclipsante cuyas componentes son dos estrellas blanco-azuladas, la primera de tipo espectral B6V y 14 100 K de temperatura, y la segunda de tipo B8V y 11 800 K de temperatura. Cada 1,6698 días el brillo de la estrella disminuye casi en media magnitud cuando tiene lugar el eclipse principal, observable a simple vista, mientras que también hay un eclipse secundario que provoca un descenso de brillo de 0,31 magnitudes.
Otra estrella de la constelación, ν Phoenicis, es una enana amarilla de tipo espectral F9V  más caliente y luminosa que el Sol distante 49 años luz. Se halla rodeada por un disco circunestelar de escombros que emite radiación infrarroja.
Entre las variables de la constelación, cabe citar a SX Phoenicis, prototipo de las variables que llevan su nombre, estrellas pulsantes pertenecientes a la población estelar II. En concreto, SX Phoenicis tiene solo el 4 % del contenido de hierro que tiene el Sol y se mueve a lo largo de una órbita retrógrada alrededor del centro de la Vía Láctea.
YZ Phoenicis es una binaria de contacto cuyo período, de solo 5,633 horas, es uno de los más cortos que se conocen; está formada por dos enanas naranjas con contacto marginal.
Fénix contiene varias estrellas con sistemas planetarios. HD 142 es una estrella de la secuencia principal de tipo F7V con tres planetas confirmados; el más interno —catalogado como «saturno caliente»— orbita a 0,47 ua de la estrella.
HD 6434 —llamada Nenque de acuerdo a la UAI— es una enana amarilla de tipo espectral G2V o G3V con una metalicidad inferior a la solar. A una distancia de 0,15 ua orbita un planeta cuya masa es igual o mayor al 44% de la masa de Júpiter.
Por otra parte, HD 5388 es una estrella de tipo F6V que está acompañada por una enana marrón cuyo período orbital es de 777 días.

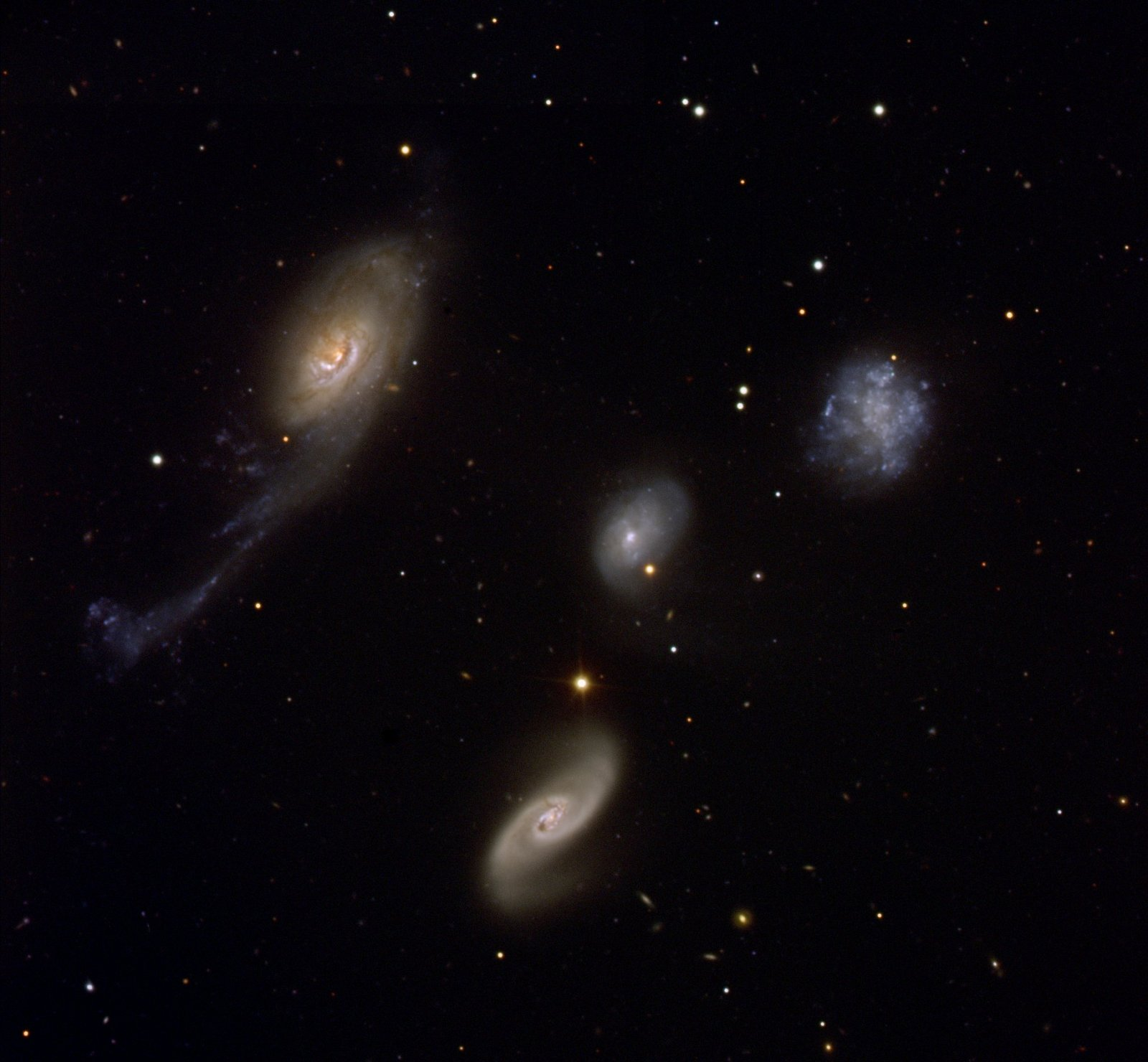
Cuarteto de Robert. NGC 87 es la galaxia irregular arriba a la derecha.

En esta constelación se encuentra también HE0107-5240, una de las estrellas más antiguas descubiertas hasta ahora con una edad estimada de 13 000 millones de años, por lo que se habría formado unos 200 millones de años después del Big Bang. Su metalicidad es 1/200 000 de la que tiene el Sol.
Entre los objetos de cielo profundo, en Fénix se localiza el cuarteto de Robert, compacto grupo de galaxias aproximadamente a 160 millones de años luz de distancia. Está formado por cuatro galaxias muy diferentes; la proximidad entre ellas ha propiciado la creación de unas 200 regiones de formación estelar. Sus miembros son NGC 87, NGC 88, NGC 89 y NGC 92.
En NGC 89 se observan estructuras filamentosas a cada lado del disco, incluida una estructura en forma de «jet» que se extiende aproximadamente 4 kilopársecs en dirección noreste.
Dentro de los límites de la constelación se encuentra el gigantesco cúmulo de Fénix, situado a 5700 millones de años luz de distancia. Tiene 7,3 millones de años luz de ancho, siendo uno de los cúmulos de galaxias más masivos. Fue descubierto en 2010 desde el telescopio Polo Sur utilizando el efecto Siunyáiev-Zeldóvich. Su galaxia central, llamada Phoenix A (RBS 2043), es una Galaxia cD Seyfert 2 que emite rayos X duros.

## Estrellas

### Estrellas principales

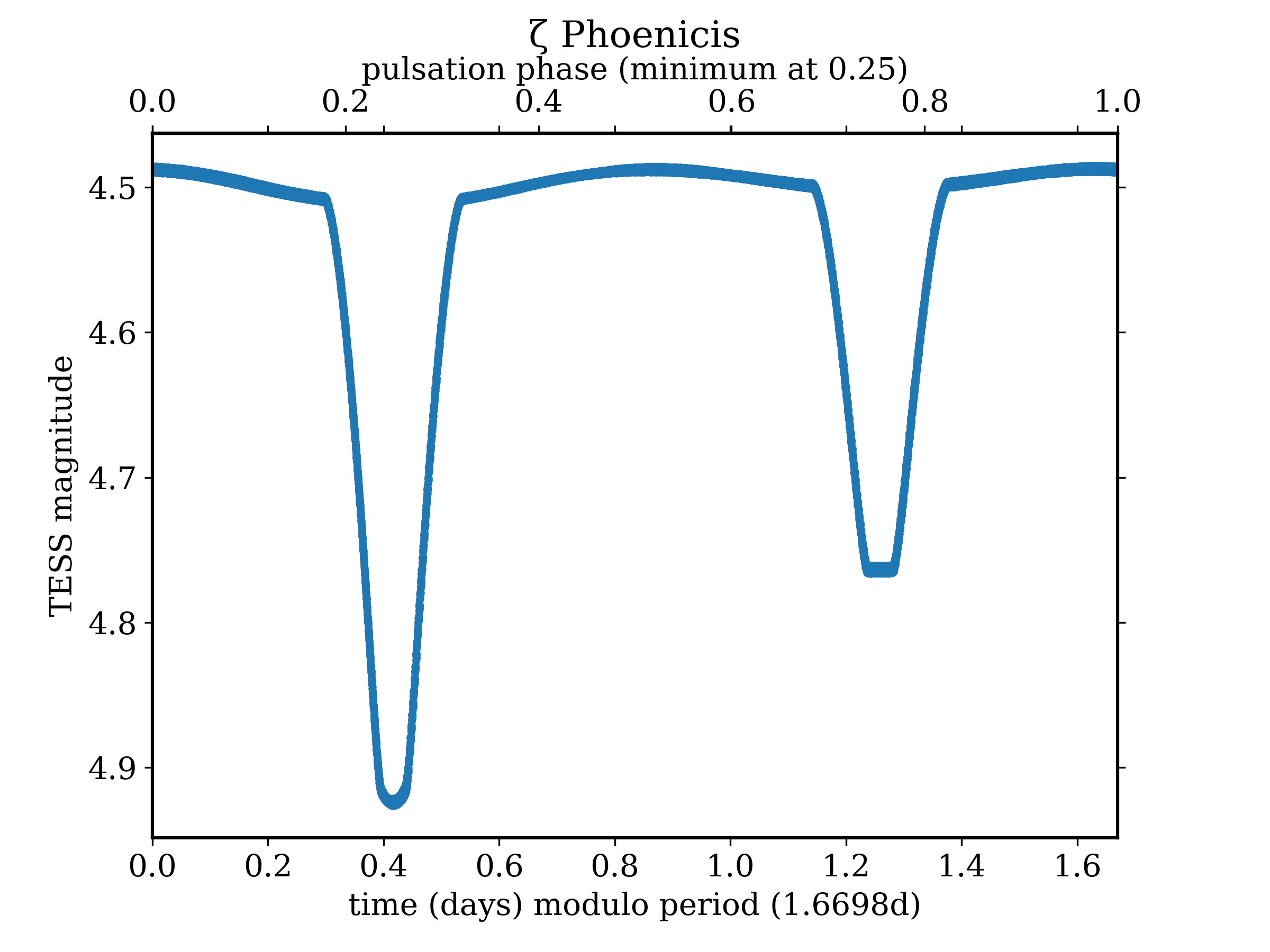
Curva de luz de la binaria eclipsante ζ Phoenicis

- α Phoenicis (Ankaa, Nair al Zaurak o Cymbae), la estrella más brillante de la constelación, es una gigante naranja de magnitud 2,40.
- β Phoenicis, binaria formada por dos gigantes amarillo-anaranjadas de magnitud conjunta 3,32.
- γ Phoenicis, gigante roja y variable irregular cuya magnitud varía entre 3,39 y 3,49.
- ζ Phoenicis (Wurren), binaria eclipsante de magnitud 3,92; cada 40 horas y 4 minutos se produce el eclipse principal que conlleva una disminución de brillo hasta magnitud 4,42.
- η Phoenicis, subgigante blanca, primaria de una sistema binario.
- κ Phoenicis, también subgigante blanca de magnitud 3,90 cuyo exceso en el infrarrojo sugiere la presencia de un cinturón de planetesimales.
- ν Phoenicis, enana amarilla de magnitud 4,97 rodeada por un disco circunestelar.
- ξ Phoenicis, estrella químicamente peculiar de magnitud 5,71.
- ρ Phoenicis, variable Delta Scuti de magnitud 5,24.
- ψ Phoenicis, gigante roja y variable semirregular de magnitud 4,44.

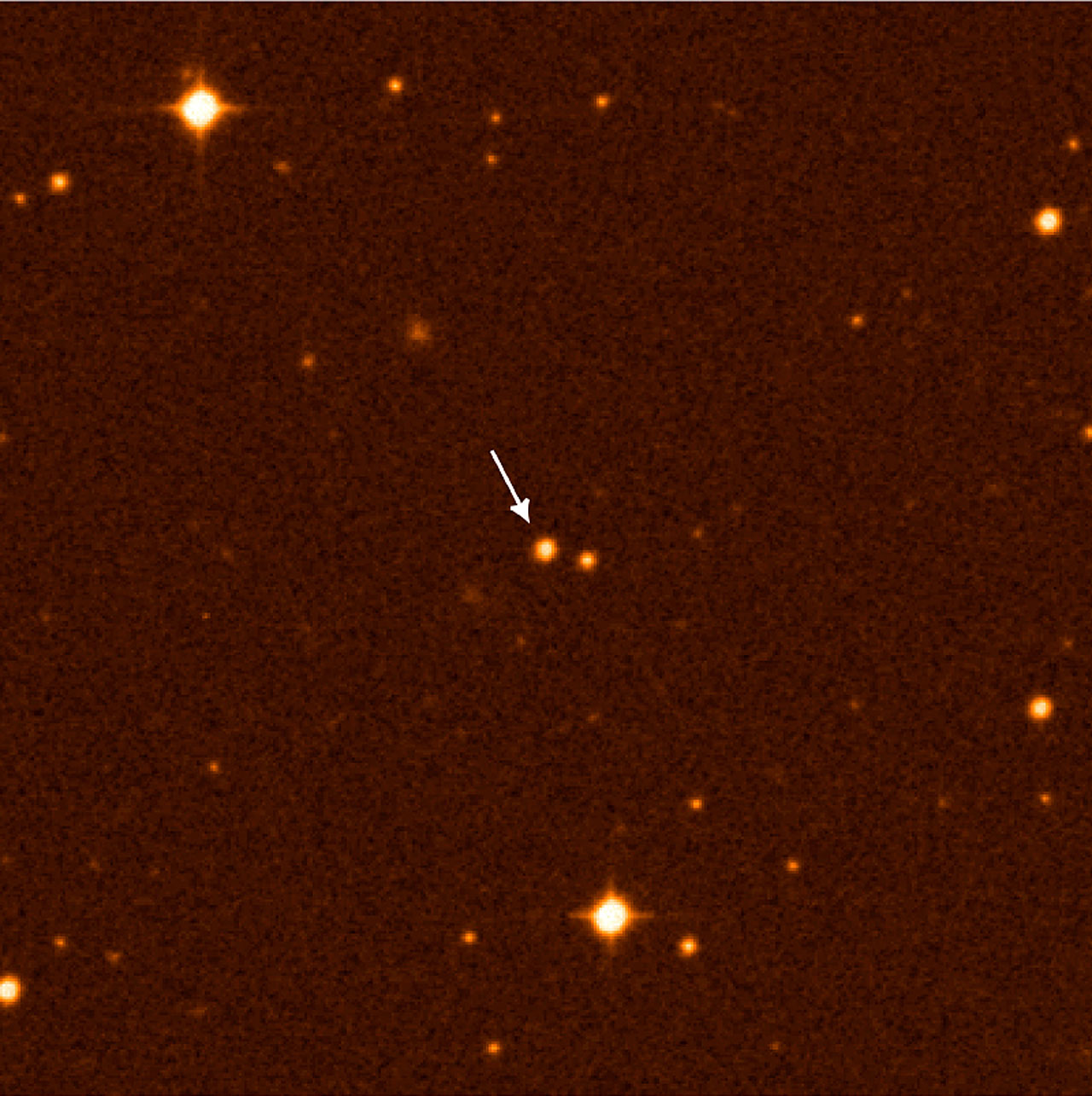
Localización de HE 0107-5240, estrella con un contenido metálico extremadamente bajo

### Otras estrellas condesignación de Bayer
- δ Phe 3,93; ε Phe 3,88; θ Phe 6,07; ι Phe 4,69; λ1 Phe 4,76; λ2 Phe 5,51; μ Phe 4,59; π Phe 5,13; σ Phe 5,18; τ Phe 5,71; υ Phe 5,21; χ Phe 5,15; φ Phe 5,12; ω Phe 6,12

### Otras estrellas notables
- HD 142, subgigante amarilla que alberga al menos dos planeta extrasolares.
- HD 2039, estrella amarilla con un planeta.
- HD 5388, estrella blanco-amarilla orbitada por una enana marrón.
- HD 6434, enana amarilla también con un planeta.
- HE 0107-5240, estrella antigua del halo galáctico; se considera que puede ser una estrella post-AGB de la Población estelar II. Se estima que se puede haber formado unos 200 millones de años después del Big Bang.
- Gliese 915, enana blanca a 25,6 años luz de distancia.

## Objetos de cielo profundo
- NGC 625, galaxia espiral barrada.